# Kamionka (rejon ostrowiecki)
Kamionka (biał. Каменка, Kamienka; ros. Каменка, Kamienka) – chutor na Białorusi, w obwodzie grodzieńskim, w rejonie ostrowieckim, w sielsowiecie Gudogaje. Graniczy z Ostrowcem.
W pobliżu znajduje się przystanek kolejowy Kamionka, położony na linii Mołodeczno – Gudogaje.

## Historia
W czasach zaborów folwark, młyn i wieś w gminie Polany, w powiecie oszmiańskim, w guberni wileńskiej Imperium Rosyjskiego. W 1905 roku wieś liczyła 41 mieszkańców, 53 dziesięciny, osada młyńska liczyła 8 mieszkańców, własność Leszczyńskiego, folwark liczył 15 mieszkańców, 230 dziesięcin, własność Leszczyńskiego.
Po I wojnie światowej pod administracją polską, w Zarządzie Cywilnym Ziem Wschodnich. W latach 1920–1922 w składzie Litwy Środkowej.
Od 11 kwietnia 1922 folwark leżał w Polsce, w województwie wileńskim, w powiecie oszmiańskim, w gminie Polany.
W 1931 folwark w 3 domach zamieszkiwało 17 osób.
Wierni należeli do parafii rzymskokatolickiej w Gudogajach. Miejscowość podlegała pod Sąd Grodzki w Oszmianie i Okręgowy w Wilnie; właściwy urząd pocztowy mieścił się w Oszmianie.
Po II wojnie światowej w granicach Związku Sowieckiego. Od 1991 w niepodległej Białorusi.